# Mykoła Tereszczenko
Mykoła Tereszczenko (ukr. Микола Терещенко, ur. 1 września?/13 września 1898 we wsi Szczerbyniwka na Połtawszczyznie, zm. 30 maja 1966 w Kijowie) – ukraiński poeta i tłumacz.

## Życiorys
Urodził się w rodzinie kozaka. Od najmłodszych lat bardzo lubił czytać, interesował się literaturą. Rodzice zachęcali syna do zgłębiania wiedzy. Po ukończeniu szkoły podstawowej, Tereszczenko rozpoczął naukę w gimnazjum w Zołotonoszach, które ukończył w 1917 r. Podczas nauki w gimnazjum, zainteresował się rewolucyjnymi ideami i dołączył się do socjaldemokratycznego ugrupowania młodzieży.
Po ukończeniu gimnazjum Tereszczenko przeniósł się do Kijowa. W latach 1917–1922 studiował na Narodowym Technicznym Uniwersytecie Ukrainy (Wydział Chemii). W grudniu 1918 r. brał udział w powstaniu przeciw hetmanowi Pawłowi Skoropadskiemu. Ukończył kurs języka francuskiego i został tłumaczem m.in. z tego języka. W latach 1925–1934 był redaktorem magazynu Żyttia i Rewolucija, w czasie II wojny światowej pracował w ukraińskiej stacji radiowej w Taszkencie, a po wojnie pełnił funkcję redaktora Państwowego Wydawnictwa Literackiego w Kijowie. Tam też został pochowany.

## Twórczość
Od 1918 r. zaczął drukować wiersze w Literaturno-naukowym Wisnyku, następnie w czasopismach Mystectwi, Muzahet i Czerwonym szlachu. W 1922 r. ukazał się drukiem pierwszy zbiór tłumaczeń Tereszczenki – Poeziji Emile Verhaerena. Pierwszy zbiór poezji samego autora – Laboratorija opublikowano w 1924 r. i nie wywołał zachwytu krytyki – poecie zarzucano nadmierny pesymizm, nastroje przygnębienia i smutku oraz tradycjonalizm wierszowania.
Początkowo należał do ugrupowania symbolistów Muzahet, następnie do organizacji literackich Komunkul’t, Żowten’ a od 1927 do Ogólnoukraińskiego Związku Pisarzy Proletariackich (WUSPP). W następnych zbiorach wierszy Czornozem (1925) i Meta i meża (1927), Tereszczenko osiągnął apogeum swojej twórczości. Jego poezja zawierała głęboką myśl filozoficzną, była przejawem artystycznej doskonałości.
Tereszczenko stopniowo przyjmował idee i manierę socrealizmu, a pod koniec lat 20., głównym motywem wielu zbiorów poezji stała się praca, procesy produkcyjne: Krajina roboty (1928), Respublika (1929), Rysztuwannia (1930), Poryw (1932); jak również motywy rewolucyjnego internacjonalizmu: Seńka-arsenaleć (1930), Ceń-Cań (1930); oraz patriotyzmu w czasie II wojny światowej: Winok sławy (1942), Diwczyna z Ukrainy (1942), Werba riasna (1943), Tyszkenśkyj zoszyt (1944), Zori (1944). Wiersze wojenne są pełne patosu, wiary w zwycięstwo, sławią bohaterstwo żołnierza i zwakłego obywatela. Ten sam realistyczny charakter mają zbiory wierszy autora napisane po wojnie: U bytwach i trudach (1951), Prawda (1952), Szczedra zemlia (1956), Lirycznyj litopys (1958). Najlepsze utwory powstają w latach 60. – zbiorki: Lito i ludy (1960), Serce ludśke (1962). To liryczne medytacje, zindywidualizowane przemyślenia filozoficzne na temat kondycji ludzkiego życia i subtelne liryki pejzażowe.
Mykoła Bażan stwierdził, że niejednemu poecie wystarczyłby tylko jeden wiersz Tereszczenki, taki jak Peczal’ i niżnist’, aby na zawsze zagłębić się w ukraińskiej poezji.

## Działalność związana z tłumaczeniami
Tereszczenko wiele tłumaczył. W jego przekładzie ukazały się trzy zbiory Emile Verhaerena, antologia poezji uzbeckiej, wiele utworów innych pisarzy:
- z rosyjskiego: A. Puszkina, M. Lermontowa, N. Niekrasowa, W. Majakowskiego, D. Biednego;
- z białoruskiego: J. Kupała, J. Kołasa;
- z polskiego: A. Mickiewicza;
- z prowansalskiego: Marcabru, E. Verhaerena, B. de Ventadorna, B. de Borna, J. Rudela;
- z francuskiego : G. Apollinaire, L. Aragona, A. Barbiera, H. Barbusse, A. Bassisa, R. Belleau, J.-P. de Bérangera, Z.-R. Blocha, C. Baudelaire, N. Boileau-Despreauxa, J. Vallèsa, P. Verlaine, E. Verhaerena, V. Hugo, P. Emmanuela, E. Pottiera, A. Rimbauda;
- ze słowackiego: S. Żary i M. Ferki;
- z czeskiego: O. Łysogórskiego.

Największym osiągnięciem Tereszczenki jako tłumacza jest zbiór Suzirja francuźkoi poezii (I - II, 1971). Był pierwszym laureatem nagrody im. M. Rylskiego za dorobek przekładowy.
Encyklopedyzm, erudycja Tereszczenki oraz jego miłość do światowej literatury przejawiła się w jego pracy – Literaturnyj szczodennyk (Kijów 1966). W tym ilustrowanym wydaniu, każdego dnia zapisków, pojawiają się daty urodzenia lub śmierci jednego z pisarzy z całego świata.
Na cześć Mikołaja Tereszczenki w 1968 r. nazwano jedną z ulic w Kijowie.